# Дочка Бреста
«Дочка Бреста» (фр. La Fille de Brest) — французький фільм-драма 2016 року, поставлений режисеркою Еммануель Берко за книгою Ірен Фрашон «Медіатор 150 мг: скільки мертвих?».

## Сюжет
Ірен Фрашон (Сідсе Бабетт Кнудсен) працює пульмонологом в університетській лікарні Бреста. Вона виявляє, що Медіатор, препарат який продається протягом тридцяти років, має серйозні побічні ефекти і може бути причиною низки підозрілих смертей. Вона вирішує донести правду до засобів масової інформації, але не підозрює, з якими підводними каменями має зіткнутися. Підтримана лише дослідником Антуаном Ле Бійо (Бенуа Мажимель), Ірен почала боротьбу з компанією, яка продає наркотики. Боротьбу складну, особливо, коли її начальство не має бажання образити компанію, яка фінансує дослідження…

## У ролях
| Сідсе Бабетт Кнудсен | ···· | Ірен Фрашон                         |
| Бенуа Мажимель       | ···· | Антуан ле Бійо                      |
| Шарлотта Лемель      | ···· | Патош, медсестра                    |
| Ізабель де Гертог    | ···· | Корінна Захарія                     |
| Жиль Третон          | ···· | доктор Яннік Жобік, кардіолог       |
| Лара Нейман          | ···· | Анн Жуа, журналістка «Figaro»       |
| Ерік Толедано        | ···· | експерт                             |
| Пабло Полі           | ···· | Шарль-Жозеф Уда, адвокат потерпілих |

## Знімальна група
- Автори сценарію — Еммануель Берко, Северін Бошем
- Режисер-постановник — Еммануель Берко
- Продюсери — Симон Арналь, Каролін Беньо, Барбара Летельї, Кароль Скотта
- Оператор — Гійом Шифман
- Монтаж — Жульєн Лелу
- Підбір акторів — Антуанетта Була
- Художник-постановник — Ерік Барбоса
- Художник з костюмів — Паскалін Шаванн

## Нагороди та номінації
| Список нагород та номінацій | Список нагород та номінацій | Список нагород та номінацій    | Список нагород та номінацій    | Список нагород та номінацій | Список нагород та номінацій |
| Кінопремія                  | Дата церемонії              | Категорія                      | Номінант(и)                    | Результат                   | Дж                          |
| --------------------------- | --------------------------- | ------------------------------ | ------------------------------ | --------------------------- | --------------------------- |
| Премія «Люм'єр»             | 30 січня 2017               | Найкраща акторка               | Сідсе Бабетт Кнудсен           | Номінація                   | [ 3 ]                       |
| Премія «Сезар»              | 24 лютого 2017              | Найкраща акторка               | Сідсе Бабетт Кнудсен           | Номінація                   | [ 4 ]                       |
| Премія «Сезар»              | 24 лютого 2017              | Найкращий адаптований сценарій | Северін Бошем, Еммануель Берко | Номінація                   | [ 4 ]                       |
| Премія «Магрітт»            | 3 лютого 2018               | Найкраща акторка другого плану | Ізабель де Гертог              | Номінація                   | [ 5 ] [ 6 ]                 |